# Mathias Nolte
Mathias Nolte (* 1952 in Reinbek) ist ein deutscher Schriftsteller und Journalist.

## Leben
Nolte ist der Sohn des Journalisten und Schriftstellers Jost Nolte.
Der gelernte Verlagsbuchhändler war als Journalist tätig und schrieb für Bunte, Tango und Die Welt.  Er war Chefredakteur der deutschen Ausgabe von Forbes und Ambiente. Bekanntheit erlangte Nolte als Chefredakteur des SonntagsBlick im Jahre 2002 durch die Borer-Affäre, in deren Folge er im Juli 2002 nach sechsmonatiger Amtszeit zurücktrat.
Nolte lebt in München und Berlin.

## Rezeption
Noltes erster Roman Großkotz, 1984 erschienen, wurde von der Kritik sehr kontrovers aufgenommen. So schrieb Hartmut Schulze im Spiegel: „Mathias Nolte und sein Buch verdienen keine Beachtung und kriegen sie doch.“ Der Kritiker Volker Hage hingegen attestierte dem Autor „eine bemerkenswerte erzählerische Sicherheit“ und lobte den „äußerst unterhaltsamen Roman“.
Im März 2007 erschien Noltes zweiter Roman Roula Rouge, der von der taz und auch vom Spiegel positiv bewertet wurde: „Ein hinreißender Liebesroman zwischen Charlottenburg und Prenzlauer Berg, zwischen Stillstand und Aufbruch.“ Die Münstersche Zeitung hingegen beschrieb die Handlung als „Liebesgeschichte voller Klischees“, spannender lese sich die Parallelhandlung, in der es um die „Dramatik menschlichen Versagens nach Öffnung des Eisernen Vorhangs“ gehe.
Über den dritten Roman Louise im blauweiß gestreiften Leibchen, erschienen im Juli 2009, urteilte der Spiegel, mit ihm habe Nolte den deutschen Unterhaltungsroman als „ein seit den Tagen Vicky Baums fast vergessenes Genre im Alleingang wiederbelebt“.
Im Januar 2013 erschien Miss Bohemia. „Die sinnlichste, klügste, tiefgründigste Unterhaltungsliteraturgeschichte des Jahres“, schrieb Elmar Krekeler in der Welt.

## Werke
- Lexikon des internationalen Films. Band 1 und 2. Hanser Verlag, München 1975. (Co-Autor), ISBN 3-446-11945-0.
- Großkotz. Ein Entwicklungsroman. Diogenes Verlag, Zürich 1984, ISBN 3-257-01666-2.
- Büro Kommunikation. (Hrsg.). Burda Verlag, München 1990.[9]
- Roula Rouge. Roman. Deuticke im Zsolnay Verlag, Wien 2007, ISBN 978-3-552-06053-1.
- Louise im blauweiß gestreiften Leibchen. Roman. Deuticke im Zsolnay Verlag, Wien 2009, ISBN 978-3-552-06118-7.
- Miss Bohemia. Roman. Deuticke im Zsolnay Verlag, Wien 2013, ISBN 978-3552062108.